# Yoann Kowal
Yoann Kowal (ur. 28 maja 1987 w Nogent-le-Rotrou) – francuski lekkoatleta specjalizujący się w biegach średnich.
W zawodach międzynarodowych zadebiutował w biegu juniorów podczas mistrzostw świata w biegach przełajowych w 2005. Rok później odpadł w eliminacjach biegu na 3000 metrów z przeszkodami na mistrzostwach świata juniorów, a w 2007 był na tym dystansie jedenasty podczas młodzieżowych mistrzostw Starego Kontynentu. Duży sukces odniósł w marcu 2009 zdobywając w Turynie brąz halowych mistrzostw Europy w biegu na 1500 metrów. Kilka miesięcy po tym osiągnięciu był szósty podczas kolejnej edycji czempionatu młodzieżowców oraz odpadł już w eliminacjach na mistrzostwach świata. Na piątym miejscu dotarł do mety finałowego biegu na 1500 metrów podczas czempionatu Starego Kontynentu latem 2010. W 2013 zajął 4. miejsce na halowych mistrzostwach Europy w biegu na 3000 metrów. Złoty medalista mistrzostw Europy w Zurychu (2014). Medalista mistrzostw Francji oraz reprezentant kraju w drużynowych mistrzostwach Europy. 

## Osiągnięcia
| Rok  | Impreza                                 | Konkurencja    | Miejsce                       | Lokata       | Wynik    |
| ---- | --------------------------------------- | -------------- | ----------------------------- | ------------ | -------- |
| 2005 | Mistrzostwa świata w biegu na przełaj   | Saint-Étienne  | bieg przełajowy na 8 km       | 106. miejsce | 28:23    |
| 2006 | Mistrzostwa świata juniorów             | Pekin          | bieg na 3000 m z przeszkodami | eliminacje   | 8:58,74  |
| 2007 | Młodzieżowe mistrzostwa Europy          | Debreczyn      | bieg na 3000 m z przeszkodami | 11. miejsce  | 9:41,75  |
| 2007 | Mistrzostwa Europy w biegu na przełaj   | Toro           | bieg przełajowy na 8,2 km     | 67. miejsce  | 26:41    |
| 2007 | Światowe igrzyska wojskowych            | Hajdarabad     | bieg na 3000 m z przeszkodami | 3. miejsce   | 8:45,16  |
| 2009 | Halowe mistrzostwa Europy               | Turyn          | bieg na 1500 m                | 3. miejsce   | 3:44,75  |
| 2009 | Superliga drużynowych mistrzostw Europy | Leiria         | bieg na 1500 m                | 3. miejsce   | 3:42,73  |
| 2009 | Młodzieżowe mistrzostwa Europy          | Kowno          | bieg na 1500 m                | 6. miejsce   | 3:51,98  |
| 2009 | Mistrzostwa świata                      | Berlin         | bieg na 1500 m                | eliminacje   | 3:46,42  |
| 2009 | Mistrzostwa Europy w biegu na przełaj   | Dublin         | bieg przełajowy na 8 km       | 75. miejsce  | 29:12    |
| 2010 | Superliga drużynowych mistrzostw Europy | Bergen         | bieg na 1500 m                | 10. miejsce  | 3:48,47  |
| 2010 | Mistrzostwa Europy                      | Barcelona      | bieg na 1500 m                | 5. miejsce   | 3:43,71  |
| 2011 | Halowe mistrzostwa Europy               | Paryż          | bieg na 1500 m                | eliminacje   | 3:48,51  |
| 2011 | Superliga drużynowych mistrzostw Europy | Sztokholm      | bieg na 3000 m                | 5. miejsce   | 8:04,77  |
| 2011 | Światowe wojskowe igrzyska sportowe     | Rio de Janeiro | bieg na 1500 m                | 4. miejsce   | 3:41,50  |
| 2011 | Mistrzostwa świata                      | Daegu          | bieg na 1500 m                | półfinał     | 3:37,44  |
| 2012 | Halowe mistrzostwa świata               | Stambuł        | bieg na 3000 m                | 10. miejsce  | 7:47,81  |
| 2012 | Igrzyska olimpijskie                    | Londyn         | bieg na 1500 m                | półfinał     | 3:43,48  |
| 2013 | Halowe mistrzostwa Europy               | Göteborg       | bieg na 3000 m                | 4. miejsce   | 7:50,89  |
| 2013 | Superliga drużynowych mistrzostw Europy | Gateshead      | bieg na 3000 m z przeszkodami | 3. miejsce   | 8:38,76  |
| 2013 | Mistrzostwa świata                      | Moskwa         | bieg na 3000 m z przeszkodami | 8. miejsce   | 8:17,41  |
| 2013 | Igrzyska frankofońskie                  | Nicea          | bieg na 3000 m z przeszkodami | 2. miejsce   | 8:43,79  |
| 2014 | Mistrzostwa Europy                      | Zurych         | bieg na 3000 m z przeszkodami | 1. miejsce   | 8:26,66  |
| 2015 | Halowe mistrzostwa Europy               | Praga          | bieg na 1500 m                | eliminacje   | 3:49,99  |
| 2015 | Mistrzostwa świata                      | Pekin          | bieg na 3000 m z przeszkodami | eliminacje   | 8:41,65  |
| 2015 | Światowe wojskowe igrzyska sportowe     | Mungyeong      | bieg na 3000 m z przeszkodami | 3. miejsce   | 8:26,71  |
| 2016 | Mistrzostwa Europy                      | Amsterdam      | bieg na 3000 m z przeszkodami | 3. miejsce   | 8:30,79  |
| 2016 | Igrzyska olimpijskie                    | Rio de Janeiro | bieg na 3000 m z przeszkodami | 5. miejsce   | 8:16,75  |
| 2017 | Superliga drużynowych mistrzostw Europy | Lille          | bieg na 3000 m                | 4. miejsce   | 7:59,61  |
| 2017 | Mistrzostwa świata                      | Londyn         | bieg na 3000 m z przeszkodami | 13. miejsce  | 8:34,53  |
| 2018 | Mistrzostwa Europy                      | Berlin         | bieg na 3000 m z przeszkodami | 4. miejsce   | 8:36,77  |
| 2019 | Halowe mistrzostwa Europy               | Glasgow        | bieg na 3000 m                | 9. miejsce   | 8:02,85  |
| 2019 | Mistrzostwa świata                      | Doha           | bieg na 3000 m z przeszkodami | eliminacje   | 8:37,90  |
| 2022 | Mistrzostwa Europy                      | Monachium      | bieg na 10 000 m              | 15. miejsce  | 28:17,39 |

## Rekordy życiowe
- Bieg na 1500 metrów – 3:33,75 (2011)
- Bieg na 1500 metrów (hala) – 3:38,07 (2011)
- Bieg na 3000 metrów (stadion) – 7:45,11 (2016)
- Bieg na 3000 metrów (hala) – 7:44,26 (2012)
- Bieg na 3000 metrów z przeszkodami – 8:12,53 (2013)